# Norman Loftis
Norman Loftis (nascut el 1943) és un poeta, novel·lista i cineasta estatunidenc, el treball del qual s'ha centrat en l'experiència afroamericana, inclosa la seva pròpia educació a South Side (Chicago).

## Obres
Nascut a Chicago, Loftis es va graduar a la Universitat Fisk i va obtenir títols de postgrau a la Universitat de Colúmbia. El seu primer llibre de poemes, Exiles and Voyages, es va publicar l'any 1970 i va ser dedicat, "Al meu primer amic, W.H. Auden.”
Un treball posterior, Black Anima, va ser publicat el 1973 per Liveright i descriu una odissea "des de l'Alamac Hotel a Upper Broadway a través del metro de l'Europa contemporània fins a la Reina Nefertiti d’Egipte i torna a la recerca de la identitat negra."
Les seves pel·lícules inclouen Small Time (1990), que registra vides de petits crims entre joves negres.  La seva pel·lícula Messenger (1994) explica la història d'un missatger en bicicleta a Manhattan. Es considera un remake d’El lladre de bicicletes de Vittorio De Sica.